# Turbinella angulata
La especie Turbinella angulata es un molusco bentónico de gran tamaño perteneciente a la familia Turbinellidae.1 En inglés se le conoce también como “chank shell” de las Antillas, proveniente de la palabra “Shankha” que significa “concha blanca” en tibetano, debido a su estrecha relación con otras especies de moluscos que habitan el Océano Índico.2 En español se le conoce como 'caracol tomburro o negro.3,4 Es una especie carnívora.

## Clasificación y descripción
Concha muy grande y pesada de color blanco amarillento cubierto por un periostraco de color marrón oliváceo. Presenta una espica cónica, elevada. Las vueltas del cuerpo son angulosas y presenta de seis a ocho costillas gruesas que terminan sobre el hombro formando grandes nudos y cordones espirales, lisos pero de grosor variable. Abertura y callo de color rosa o anaranjado.5,6 Turbinella angulata  es una especie dioica que no presenta dimorfismo sexual, su fecundación es interna y de desarrollo directo; presenta dos pulsos de gametogénesis, uno durante la primavera y otro durante el invierno.3 El tamaño de los organismos adultos oscila entre los 21 a 42 centímetros.3 Habita en aguas someras de sustrato arenoso con vegetación marina.5

## Distribución
La especie Turbinella angulata se distribuye de Bahamas a Cuba, y en el Golfo de México, en México y por todo el Mar Caribe hasta Panamá.3,4 En el Golfo de México se registra en Veracruz, pero es más abundante en Tabasco, Campeche y Yucatán.4

## Ambiente
Habita en aguas con fondos arenosos y vegetación marina.4

## Estado de conservación
Esta especie es ampliamente recolectada y comercializada, pese a ello, en México no se encuentra regulada por la Norma Oficial Mexicana NOM-013-PESC-1994,7 por lo que hasta el momento en México no se encuentra en ninguna categoría de protección, ni en la Lista Roja de la IUCN (International Union for Conservation of Nature.)